# Maria Müller (Agrarwissenschaftlerin)
Maria Müller (* 26. September 1894; † 1. Oktober 1969), geb. Bigler, war eine Schweizer Gärtnerin und Schulleiterin
Die Bauerntochter entwickelte in den 1940er und 1950er Jahren im Hausgarten der von ihr geleiteten Hausmutterschule Möschberg bei Grosshöchstetten die praktischen Grundlagen des organisch-biologischen Landbaus. Als erste staatlich anerkannte Schule nahm die Ausbildungseinrichtung für junge Bäuerinnen 1946 Bioland- und Gartenbau sowie Vollwerternährung als Lehrplanfächer auf.
Gemeinsam mit ihrem Mann, dem Agrarpolitiker und promovierten Biologen Hans Müller, und dem Arzt und Bakteriologen Hans Peter Rusch wurde Maria Müller so zur Wegbereiterin für die ökologische Landwirtschaft in den deutschsprachigen Ländern und speziell für den heute (neben Demeter) führenden Anbauverband Bioland.